# Mathias Rasmussen
Mathias Rasmussen (Lyngdal, Noruega, 25 de noviembre de 1997) es un futbolista noruego que juega de centrocampista en el Royale Union Saint-Gilloise de la Primera División de Bélgica.

## Trayectoria
Tras jugar anteriormente en el club Lyngdal IL, llegó al IK Start Kristiansand en 2014.
El 15 de julio de 2016 fichó por el F. C. Nordsjælland de la Superliga de Dinamarca.
El 10 de octubre de 2020 firmó un contrato de tres años con S. K. Brann. Tras un comienzo difícil en su carrera en el Brann, se convirtió en uno de los jugadores más importantes del Brann durante su estancia en el club. Tras marcar 15 goles y dar 10 asistencias en 28 partidos de la temporada 2022, fue galardonado con el premio al mejor jugador de la Primera División de Noruega 2022.
El 27 de junio de 2023, cuando le quedaban seis meses de contrato con el Brann, firmó un contrato de cuatro años con el Royale Union Saint-Gilloise. Al parecer, la suma abonada ascendió a unos 1 200 000 euros.

## Estadísticas

### Clubes
Actualizado al último partido disputado el 27 de octubre de 2024.
| Club                                  | Div.          | Temporada     | Liga  | Liga  | Liga   | Copas nacionales | Copas nacionales | Copas nacionales | Copas internacionales | Copas internacionales | Copas internacionales | Total | Total | Total  |
| Club                                  | Div.          | Temporada     | Part. | Goles | Asist. | Part.            | Goles            | Asist.           | Part.                 | Goles                 | Asist.                | Part. | Goles | Asist. |
| ------------------------------------- | ------------- | ------------- | ----- | ----- | ------ | ---------------- | ---------------- | ---------------- | --------------------- | --------------------- | --------------------- | ----- | ----- | ------ |
| IK Start Kristiansand · Noruega       | 1.ª           | 2014          | 1     | 0     | 0      | 2                | 0                | 0                | —                     | —                     | —                     | 3     | 0     | 0      |
| IK Start Kristiansand · Noruega       | 1.ª           | 2015          | 12    | 0     | 0      | 0                | 0                | 0                | —                     | —                     | —                     | 12    | 0     | 0      |
| IK Start Kristiansand · Noruega       | 1.ª           | 2016          | 15    | 2     | 1      | 3                | 1                | 2                | —                     | —                     | —                     | 18    | 3     | 3      |
| IK Start Kristiansand · Noruega       | Total club    | Total club    | 28    | 2     | 1      | 5                | 1                | 2                | 0                     | 0                     | 0                     | 33    | 3     | 3      |
| F. C. Nordsjælland Dinamarca          | 1.ª           | 2016-17       | 14    | 1     | 0      | 1                | 0                | 0                | —                     | —                     | —                     | 15    | 1     | 0      |
| F. C. Nordsjælland Dinamarca          | 1.ª           | 2017-18       | 34    | 4     | 3      | 2                | 2                | 0                | —                     | —                     | —                     | 36    | 6     | 3      |
| F. C. Nordsjælland Dinamarca          | 1.ª           | 2018-19       | 31    | 0     | 3      | 2                | 0                | 0                | 4                     | 1                     | 0                     | 37    | 1     | 3      |
| F. C. Nordsjælland Dinamarca          | 1.ª           | 2019-20       | 17    | 3     | 2      | 1                | 1                | 0                | —                     | —                     | —                     | 18    | 4     | 2      |
| F. C. Nordsjælland Dinamarca          | Total club    | Total club    | 96    | 8     | 8      | 6                | 3                | 0                | 4                     | 1                     | 0                     | 106   | 12    | 8      |
| S. K. Brann · Noruega                 | 1.ª           | 2020          | 8     | 0     | 0      | 0                | 0                | 0                | —                     | —                     | —                     | 8     | 0     | 0      |
| S. K. Brann · Noruega                 | 1.ª           | 2021          | 28    | 2     | 5      | 2                | 1                | 0                | —                     | —                     | —                     | 30    | 3     | 5      |
| S. K. Brann · Noruega                 | 2.ª           | 2022          | 28    | 15    | 7      | 6                | 2                | 2                | —                     | —                     | —                     | 34    | 17    | 9      |
| S. K. Brann · Noruega                 | 1.ª           | 2023          | 12    | 0     | 3      | 2                | 0                | 1                | —                     | —                     | —                     | 14    | 0     | 4      |
| S. K. Brann · Noruega                 | Total club    | Total club    | 76    | 17    | 15     | 10               | 3                | 4                | 0                     | 0                     | 0                     | 86    | 20    | 18     |
| Royale Union Saint-Gilloise · Bélgica | 1.ª           | 2023-24       | 36    | 2     | 3      | 6                | 1                | 0                | 11                    | 2                     | 2                     | 53    | 5     | 5      |
| Royale Union Saint-Gilloise · Bélgica | 1.ª           | 2024-25       | 9     | 0     | 1      | 1                | 0                | 0                | 5                     | 0                     | 0                     | 15    | 0     | 1      |
| Royale Union Saint-Gilloise · Bélgica | Total club    | Total club    | 45    | 2     | 4      | 7                | 1                | 0                | 16                    | 2                     | 2                     | 68    | 5     | 6      |
| Total carrera                         | Total carrera | Total carrera | 245   | 29    | 28     | 28               | 8                | 5                | 20                    | 3                     | 2                     | 292   | 40    | 35     |

## Palmarés

### Títulos nacionales
| Título                      | Club                 | País    | Año  |
| --------------------------- | -------------------- | ------- | ---- |
| Copa de Bélgica             | Union Saint-Gilloise | Bélgica | 2024 |
| Supercopa de Bélgica        | Union Saint-Gilloise | Bélgica | 2024 |
| Primera División de Bélgica | Union Saint-Gilloise | Bélgica | 2025 |